# Рамзи, Стюарт
Стюарт Рамзи (англ. Stuart Ramsay; род. 27 сентября 1960) — британский журналист. Главный корреспондент телеканала Sky News. Соведущий программы Hotspots: On The Frontline.

## Образование и карьера
В 1985 году окончил Университет Восточной Англии (UEA). С 2003 года освещал Ирак и Афганистан. Также освещал смерть Беназир Бхутто и деятельность  движения Талибан в Пакистане. В 2013 году освещал события в Сирии. В 2018 году получил почётную степень доктора гражданского права от UEA.

## Награды и номинации
2004 год: финалист премии Эмми за освещение боевых действий в столице Либерии, Монровии.
2005: Золото Нью-Йоркского кинофестиваля за освещение кризиса в Судане.
2006: Golden Nymph Award Телевизионного фестиваля в Монте-Карло за освещение землетрясения в Кашмире, Пакистан.
В апреле 2009 года, Рамзи, будучи старшим иностранным корреспондентом Sky News, был признан журналистом года (2008) в области телерадиовещания по версии Лондонского пресс-клуба. Судьи назвали его «одним из самых смелых людей на телевидении».
2010: новостная премия Королевского телевизионного общества (RTS) в феврале за Pakistan – Terror's Frontline, специальный репортаж из округа Сват, Пакистан, о Талибане. В сентябре эта работа также получила Эмми в категории «Новости» и была номинирована на BAFTA.
2017: Scoop of the Year («Сенсация года») RTS за освещение Исламского государства.
2021: Эмми в категории «Новости» за A warning from Italy, документальный фильм о первой волне COVID в Бергамо, Италия.
Также Рамзи был номинирован на BAFTA за освещение событий на площади Тахрир во время протестов в Египте.